# Station Le Fauga
Station Le Fauga is een spoorwegstation in de Franse gemeente Le Fauga.